# Баженов Сергій Вадимович
Сергі́й Вади́мович Баже́нов (6 листопада 1963, Москва) — російський продюсер. Призер міжнародного фестивалю MIDEM (1996, Канни).

## Біографічні дані
Закінчив Кірсановське училище військової авіації, Московський інститут інженерів цивільної авіації, Московський фінансовий інститут.
1988 року створив і очолив фірму «Кіновідеостудія» при Державному комітеті зовнішніх економічних зв'язків.
1989 — директор студії «Інтер-Контакт», від 1992 року — президент компанії «Російська трійка — відео».
1993 року створив компанію «Б. С. Графіка» — центр найновіших комп'ютерних технологій — і став її генеральним директором.
1996 року створив фірму «Мосфільм — Фантазія», першу російську компанію, що створювала комп'ютерні спецефекти для кіно.
1996 року заснував фестиваль комп'ютерного мистецтва «Фантазія».
Від 1997 року — перший заступник генерального директора, технічний директор ВАТ «ТВ Центр».
Від 1998 року — заступник генерального директора Кіноконцерну «Мосфільм».